# 아시아 (밴드)
아시아(Asia)는 1981년 런던에서 결성된 영국의 프로그레시브 록 밴드다. 상업적으로 가장 성공적인 라인업은 1970년대 킹 크림슨과 UK의 리드 보컬과 베이시스트 존 웨튼, 예스의 기타리스트 스티브 하우, 예스와 버글스의 키보디스트인 제프 다운스, 에머슨, 레이크 & 파머의 드러머 칼 팔머의 초창기였다. 1982년에 발매된 그들의 데뷔 음반인 《Asia》는 여전히 그들의 베스트셀러 음반으로 남아 있으며 몇몇 나라에서 1위를 차지했다.
이 밴드는 2006년 원래 멤버 4명이 재회하기 전에 여러 차례 라인업을 변경했다. 그 결과, 존 페인 피처링 아시아라고 불리는 밴드가 1991년부터 웨튼이 2006년에 돌아올 때까지 존 페인의 아시아 리더로서의 경력의 연속으로서 존재한다. 2013년 하우가 밴드에서 탈퇴하고 기타리스트 샘 콜슨으로 교체되면서 오리지널 라인업이 다시 한번 깨졌다. 웨튼의 건강 때문에 몇 년 동안 활동을 하지 않았던 그는 예스의 빌리 셔우드와 월드 트레이드로 대체되어 12개월 간의 순회공연에 참여하게 되었고, 그 후에 그 밴드의 미래는 불확실해졌다.

## 음반 목록
- 《Asia》 (1982)
- 《Alpha》 (1983)
- 《Astra》 (1985)
- 《Then & Now》(1990) - 컴필레이션 앨범에 신곡 수록
- 《Aqua》 (1992)
- 《Aria》 (1994)
- 《Arena》 (1996)
- 《Rare》 (2000)
- 《Aura》 (2001)
- 《Silent Nation》 (2004)
- 《Phoenix》 (2008)
- 《Omega》 (2010)
- 《XXX》 (2012)
- 《Gravitas》 (2014)